# Jur'ev-Pol'skij
Jur'ev-Pol'skij (in russo Ю́рьев-По́льский?), è un'antica città dell'Oblast' di Vladimir, nella Russia europea, situata sull'alto corso del fiume Kolokša, 68 km a nordovest di Vladimir. È capoluogo del Jur'ev-Pol'skij rajon.
La città fu fondata da Jurij Dol'gorukij nel 1152. La prima parte del nome deriverebbe da quella del santo patrono di Juri, san Giorgio, mentre la seconda dal termine antico slavo pol'skij che significa "nei campi". Quest'ultima specificazione fu necessaria al fine di distinguerla dalla fortezza di Jurev (oggi Tartu), precedentemente fondata in una località boschiva oggi in territorio estone.

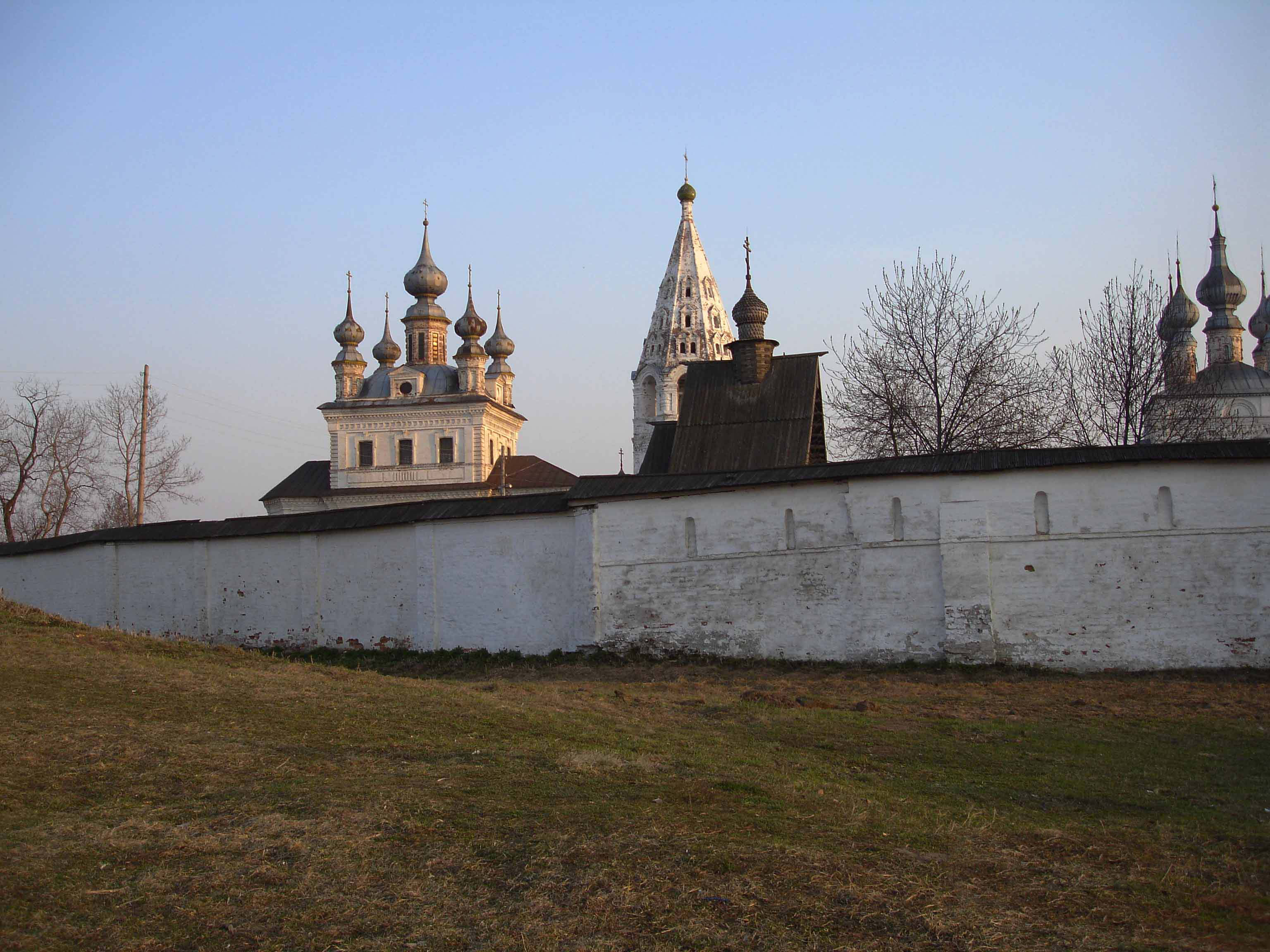
Il monastero dell'Arcangelo Michele.

Dopo la morte di Vsevolod III, avvenuta nel 1212, Jur'ev-Pol'skij divenne un principato autonomo, assegnato a uno dei suoi figli più giovani. Fu quest'ultimo che disegnò personalmente l'edificio principale della città, la cattedrale di San Giorgio (1230–1234), ultimo tempio costruito in Russia prima della invasione mongola. Tale cattedrale, provvista di un gran numero di sculture in pietra, fu il modello per la prima chiesa in pietra del Cremlino di Mosca. Negli anni sessanta del XV secolo la cupola della cattedrale crollò, seppellendo e distruggendo la maggior parte delle sculture, e venne in seguito ricostruita dall'artista moscovita Vasilij Ermolin, nel 1471.
Nel 1238 il paese fu saccheggiato dai Mongoli e, un secolo dopo, venne annesso al Granducato di Mosca. Il principale monumento del periodo moscovita fu il monastero dell'Arcangelo Michele, fondato nel XIII secolo ma con al proprio interno numerosi monumenti del XVII e del XVIII secolo. Alcuni chilometri da Jur'ev, sulle rive del fiume Jachroma, è sito il chiostro di Kosmin le cui strutture sono tipicamente del medio XVII secolo.

## Società

### Evoluzione demografica
Fonte: mojgorod.ru
- 1897: 5.600
- 1926: 8.100
- 1939: 15.200
- 1959: 16.800
- 1979: 21.100
- 1989: 22.200
- 2007: 19.500